# Osberghausen

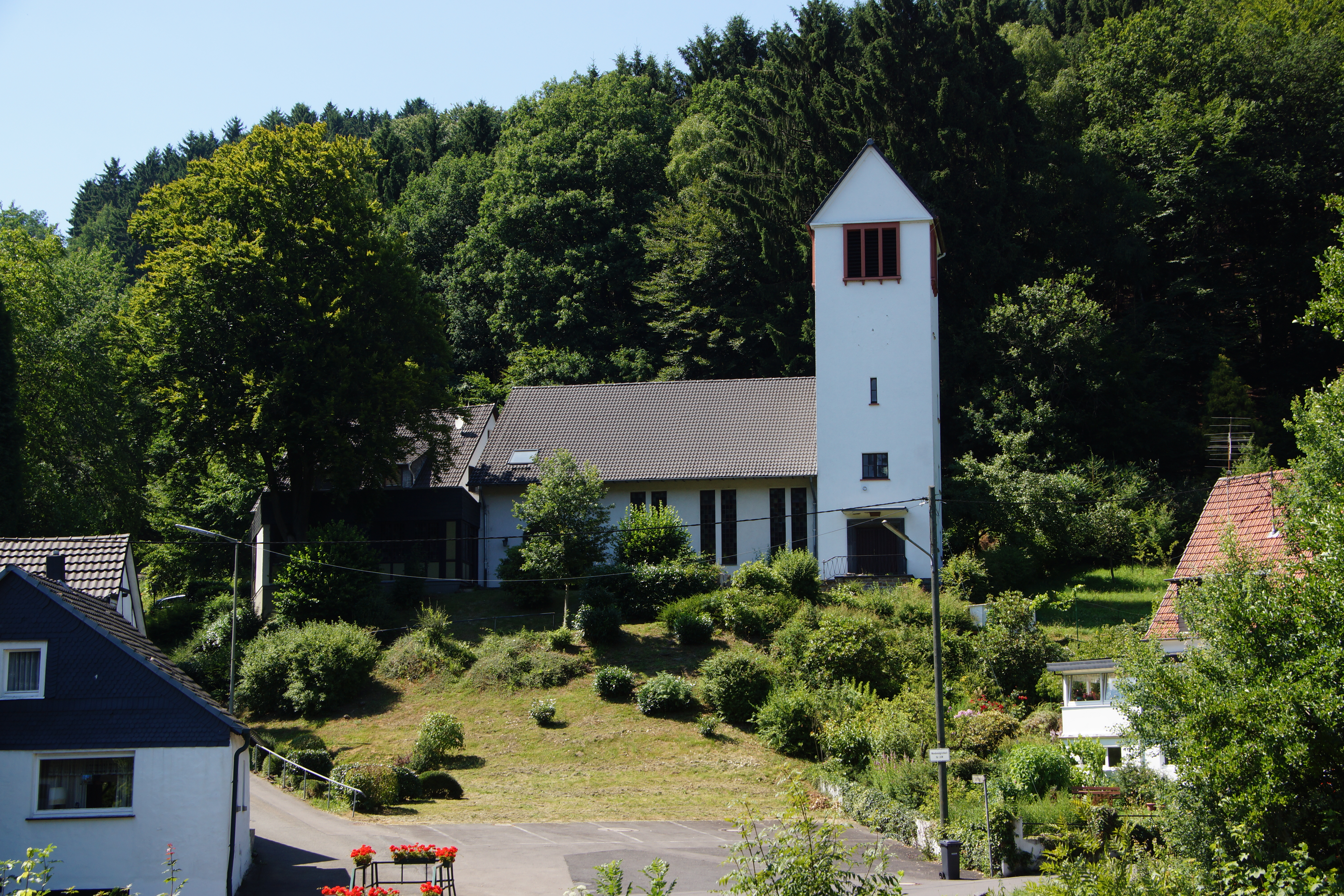
Ehemalige evangelische Kirche Osberghausen

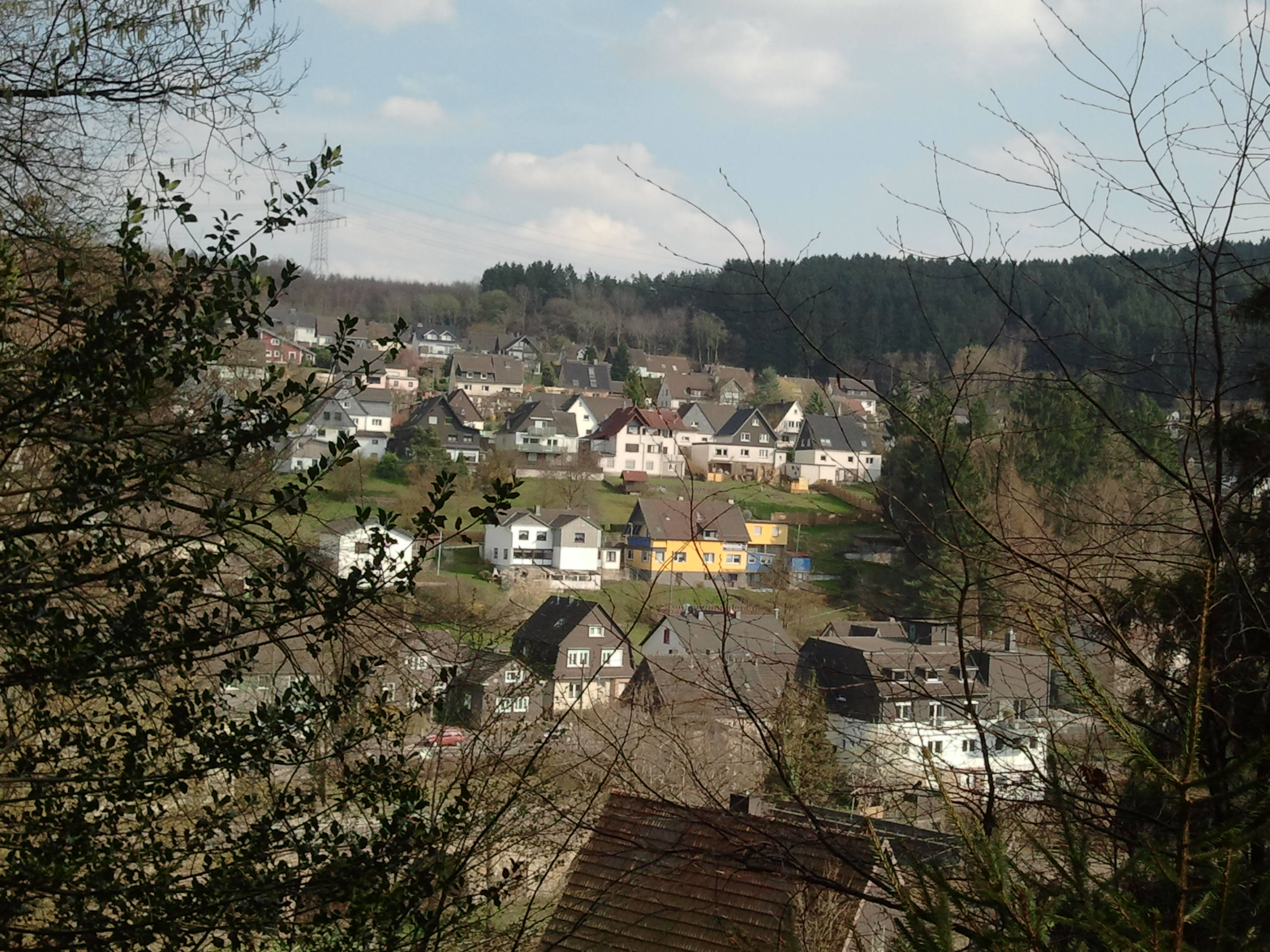
Osberghausen (2014) aus Richtung ehem. ev. Kirche gesehen

Osberghausen ist ein Ortsteil der Gemeinde Engelskirchen im Oberbergischen Kreis in Nordrhein-Westfalen in Deutschland.

## Lage und Beschreibung
Der Ort liegt rund 7,8 Kilometer östlich von Engelskirchen an der Agger sowie der Bundesstraße 55.

## Geschichte
1336 wurde der Ort das erste Mal urkundlich erwähnt und zwar „Das Kölner St. Gereonsstift hat Einkünfte aus verschiedenen Gütern im Kirchspiel Ründeroth, u. a. in Oisbondinchusen.“ Die Schreibweise der Erstnennung war Oisbondinchusen.
1954 wurde in Osberghausen eine evangelische Kirche errichtet. Sie bot 200 Gläubigen Platz. Zu dem Gotteshaus gehörte ein Pfarrhaus und seit 1981 auch ein Gemeindehaus. Im Jahre 2007 erfolgte die Entwidmung der Kirche. Seit diesem Datum standen Kirche und Pfarrhaus leer. Im September 2010 wurde das Kirchengebäude an den Engelskirchener Unternehmer Gerd Lony verkauft. Die evangelische Kirchengemeinde Osberghausen integrierte man 1999 wieder in den Bezirk Ründeroth, aus dem sie ursprünglich gebildet worden war.

## Freizeit

### Vereinswesen
- Heimatverein Osberghausen und Umgebung e. V.
- Freiwillige Feuerwehr Engelskirchen – Löschgruppe Osberghausen
- MGV 1879 Osberghausen
- Osberghauser Karnevalsverein e. V.
- Friedhofspflegeverein e. V.

### Sport
- Angelsportverein Osberghausen
- Turnverein Osberghausen

## Kirchliche Einrichtungen
- Kath. Kirchengemeinde St. Mariä Namen Osberghausen im Pfarrverband Engelskirchen
- Förderverein der Kath. Kirchengemeinde St. Mariä Namen Osberghausen e. V.

## Verkehr

### Linienbus
Haltestelle: Osberghausen
- 310 Gummersbach – Overath

### Eisenbahn
Durch Osberghausen führt die Aggertalbahn. Die Strecke hatte hier früher einen Güter- und Personenbahnhof, der heute jedoch nicht mehr von der RB 25 Oberbergische Bahn bedient wird. Seine Bedeutung hatte er vor allem als Güter-Vorbahnhof des Bahnhofs Dieringhausen. Heute noch zweigt in Osberghausen die Wiehltalbahn nach Waldbröl von der Aggertalbahn ab. In ihrem Bahnhof Osberghausen ist eine Laderampe betriebsbereit und am wiedererrichteten Bahnsteig kann man heute in die touristischen Züge der Wiehltalbahn einsteigen. Der Bahnsteig befindet sich jedoch nicht am alten Bahnhofsgebäude, sondern wurde näher zum Ort im Bereich des Tankstellengeländes angelegt. Die Züge der Wiehltalbahn verkehren am 2. und 4. Sonntag des Monats und zu besonderen Anlässen.